# Campionato argentino di rugby a 15 1962
Il Campionato argentino di rugby a 15 1962  è stato vinto dalla selezione di Buenos Aires che ha battuto in finale la selezione della Unión de Rugby de Rosario.
Per la prima volta la finale si svolse fuori da Buenos Aires, a Rosario.

## Preliminare
| ZONA A   |          |   |         |        |          |
| 30 sett. | Santa Fe | - | Rosario | 3 - 42 | Santa Fe |

- Classifica: 1. Rosario 2. Santa Fè

| ZONA B    |                     |   |                     |        |               |
| 18 agosto | Sur                 | - | Mar del Plata       | 3 - 17 | Bahia Blanca  |
| 2 sett.   | Mar del Plata       | - | Rio Negro y Neuquén | 63 - 3 | Mar del Plata |
| 30 sett.  | Rio Negro y Neuquén | - | Sur                 | 3 - 19 | Neuquén       |

- Classifica: 1. Mar del Plata 2. Sur 3. Rio Negro y Neuquén

| ZONA C    |                |   |                |        |         |
| 18 agosto | UR del Norte   | - | Valle de Lerma | 15 - 0 | Tucumán |
| 2 sett.   | Valle de Lerma | - | Córdoba        | 5 - 35 | Salta   |
| 30 sett.  | Córdoba        | - | UR del Norte   | 17 - 9 | Córdoba |

- Classifica 1. Cordoba 2. Norte 3. Valle De Lerma

| ZONA D    |              |   |              |        |                          |
| 15 agosto | Buenos Aires | - | Cuyo         | 49 - 6 | San Isidro, Buenos Aires |
| 2 sett.   | Cuyo         | - | San Juan     | 6 - 6  | Mendoza                  |
| 30 sett.  | San Juan     | - | Buenos Aires | 3 - 75 | San Juan                 |

- Classifica:  1. Buenos Aires 2. Cuyo 3. San Juan

## Fase finale
|  | Semifinali    | Semifinali    | Semifinali |              |    | Finale  | Finale | Finale |  |
|  |               |               |            |              |    |         |        |        |  |
|  | Rosario       | Rosario       | 18         |              |    |         |        |        |  |
|  | Rosario       | Rosario       | 18         |              |    |         |        |        |  |
|  | Mar del Plata | Mar del Plata | 6          |              |    |         |        |        |  |
|  | Mar del Plata | Mar del Plata | 6          |              | 2  | Rosario | 11     |        |  |
|  |               |               |            |              | 2  | Rosario | 11     |        |  |
|  |               |               | 1          | Buenos Aires | 18 |         |        |        |  |
|  | Buenos Aires  | Buenos Aires  | 1          | Buenos Aires | 18 | 23      |        |        |  |
|  | Buenos Aires  | Buenos Aires  |            |              |    |         |        |        |  |
|  | Cordoba       | Cordoba       | 6          |              |    |         |        |        |  |

### Semifinali
| Arbitro: | Ricardo Colombo |

| |            | |
| mete: Gómez Orengo, Pavan trasf.: Robson 2, Seaton c.p.: Robson | Marcatori  | mete: Verde, c.p.: Casanegra |
| E. García E. España J. Orengo J. Seaton R. Abalos A. Robson 0. Aletta W. Villar J. Imhoff A. Paván M. Bouza H. Ferraro J. Gómez Kenny J. Fernández Bussy R. Esmondi. | Formazioni | O. Sastre G. Beverino E. Corbacho L. Prieto A. Verde C. Alonso R. Meyes L. Ferrari A. Salinas E. Ferrari C. Olivera J. Biffaretti 0. Arroyo J. Casanegra S. Vial. |

| Arbitro: | Eduardo Niño |

| |            | |
| mete: Goti 3, Blaksley 2 Lavayén, Villamil trasf.: Queirolo | Marcatori  | mete: Carballo trasf.: Feretti |
| F. Villamil H. Goti J. Queirolo M. Molina C. Blaksley J. Lavayén A. Etchegaray D. Hogg G. Montes de Oca C. Álvarez R. Schmidt L. Varela M. López Marti H. Vidou F. Álvarez. | Formazioni | H. Garutti L. Rodríguez E. Quetglas J. Ramírez J. Astrada C. Feretti J. Riciardello R. Carballo R. Loyola E. Freguglia J. Imas A. González R. Larrinaga A. Gener J. Cocco. |

### Finale
| Arbitro: | Eduardo Niño |

| |            | |
| mete: Aletta /> trasf.: Robson c.p.: Robson 2 | Marcatori  | mete: Queirolo 2, Hogg trasf.: Molina Berro 2, Queirolo c.p.: Queirolo |
| E. García R. Abalos J. Orengo J. Seaton E. España A. Robson (capitán) 0. Aletta W. Villar M. Paván J. Imhoff H. Ferraro M. Bouza R. Esmendi F. Alonso J. Gómez Kenny. | Formazioni | F. Villamil H. Goti M. Molina Berro J. Queirolo C. Blaksley J. Lavayén E. González del Solar C. Álvarez R. Hogg (capitán) G. Montes de Oca R. Schmidt L. Varela F. Álvarez H. Vidou M. López Martí. |